# Mimochroa hypoxantha
Mimochroa hypoxantha är en fjärilsart som beskrevs av Vincenz Kollar 1828. Mimochroa hypoxantha ingår i släktet Mimochroa och familjen mätare. Inga underarter finns listade i Catalogue of Life.